# Тудон
Тудо́н (фр. Toudon) — коммуна на юго-востоке Франции в регионе Прованс — Альпы — Лазурный берег, департамент Приморские Альпы, округ Ницца, кантон Ванс. До марта 2015 года коммуна административно входила в состав упразднённого кантона Рокестерон (округ Ницца).
Площадь коммуны — 18,56 км², население — 262 человека (2006) с тенденцией к росту: 317 человек (2012), плотность населения — 17,1 чел/км².

## Население
Население коммуны в 2011 году составляло — 301 человек, а в 2012 году — 317 человек.
| 1962 | 1968 | 1975 | 1982 | 1990 | 1999 | 2006 | 2007 | 2011 | 2012 |
| ---- | ---- | ---- | ---- | ---- | ---- | ---- | ---- | ---- | ---- |
| 174  | 170  | 117  | 117  | 148  | 227  | 262  | 267  | 301  | 317  |

Динамика численности населения:

## Экономика
В 2010 году из 189 человек трудоспособного возраста (от 15 до 64 лет) 135 были экономически активными, 54 — неактивными (показатель активности 71,4 %, в 1999 году — 66,4 %). Из 135 активных трудоспособных жителей работали 125 человек (65 мужчин и 60 женщин), 10 числились безработными (5 мужчин и 5 женщин). Среди 54 трудоспособных неактивных граждан 13 были учениками либо студентами, 30 — пенсионерами, а ещё 11 — были неактивны в силу других причин.
На протяжении 2010 года в коммуне числилось 134 облагаемых налогом домохозяйства, в которых проживало 310,5 человек. При этом медиана доходов составила 17 тысяч 904 евро на одного налогоплательщика.